# Diedrich Schröder
Diedrich Schröder (* 5. Mai 1922 in Hammelwardersand; † 18. Dezember 2009 in Dornum) war ein deutscher Landwirt und Politiker (CDU).

## Leben und Beruf
Schröder wurde als Sohn eines Landwirts auf Hammelswardersand geboren. Nach dem Abitur 1941 und seiner Einberufung zur Wehrmacht nahm er bis 1945 als Soldat am Zweiten Weltkrieg teil. 1946 begann er ein Studium der Landwirtschaft an der Georg-August-Universität Göttingen, das er 1949 mit der Prüfung als Diplom-Landwirt beendete.

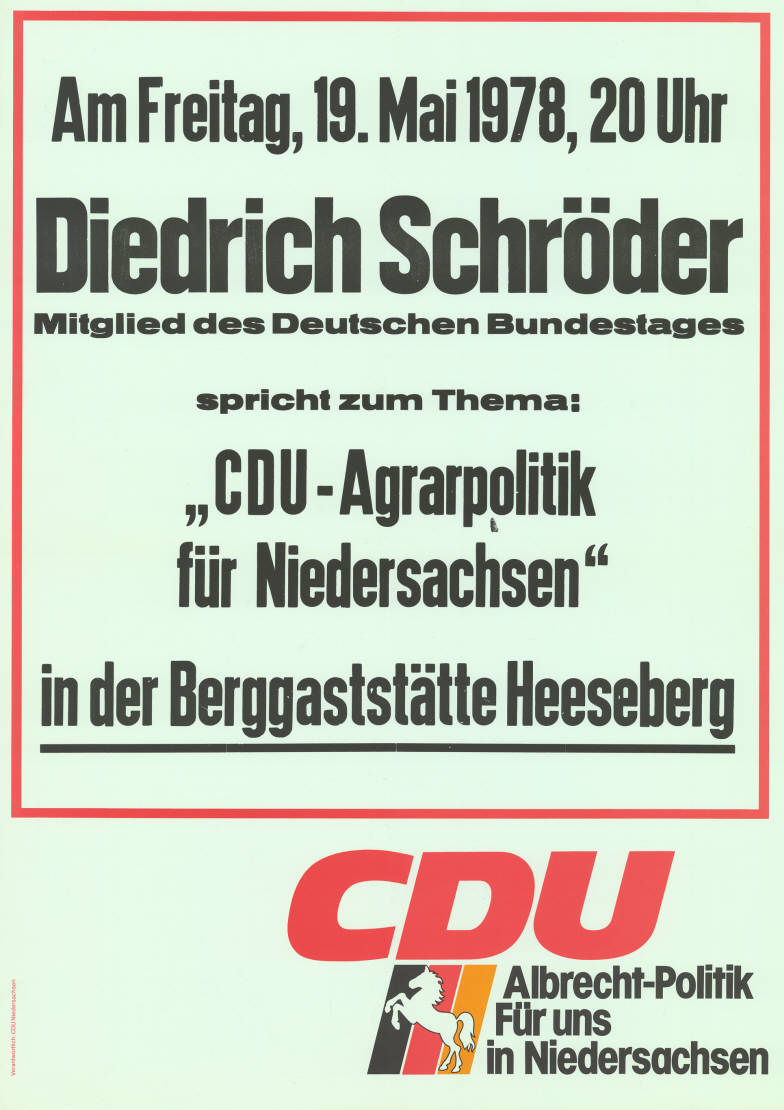
Wahlplakat zur Landtagswahl in Niedersachsen 1978

Schröder übernahm 1950 als praktischer Landwirt und Züchter die Bewirtschaftung des Wilhelminenhofes in Dornumersiel. Er wurde 1965 Vorsitzender des Vereins der Ostfriesischen Stammviehzüchter und war von 1967 bis 1986 Präsident des Ostfriesischen Landvolkes. Von 1981 bis 1992 fungierte er als Präsident der Deutschen Gesellschaft für Züchtungskunde (DGfZ). Anschließend war er bis zu seinem Tode  deren Ehrenpräsident.

## Ehrungen
- Staatsehrenpreis des Niedersächsischen Ministers für Ernährung, Landwirtschaft und Forsten
- Verdienstkreuz 1. Klasse des Verdienstorden der Bundesrepublik Deutschland
- Thaer-Thünen-Medaille in Silber der Albrecht-Daniel-Thaer-Gesellschaft
- Ehrenvorsitzender des Vereins Ostfriesischer Stammviehzüchter (VOSt)
- Ehrenpräsident des Landw. Hauptvereins für Ostfriesland
- 1992–2009 Ehrenpräsident der Deutschen Gesellschaft für Züchtungskunde

## Partei
Schröder war seit 1960 Mitglied der CDU.

## Abgeordneter
Schröder gehörte dem Deutschen Bundestag von 1969 bis 1983 an. Er wurde stets über die Landesliste Niedersachsen gewählt. Von 1976 bis 1983 war er stellvertretender Vorsitzender des Bundestagsausschusses für Ernährung, Landwirtschaft und Forsten.